# Jiří Tichý
Jiří Tichý, född 6 december 1933 i Jeneč, Tjeckoslovakien (idag Tjeckien), död 26 augusti 2016 i Podivín, Tjeckien, var en tjeckoslovakisk och tjeckisk fotbollsspelare (försvarare).

## Biografi
Tichy spelade totalt 19 matcher i det tjeckoslovakiska fotbollslandslaget mellan 1957 och 1964. I fotbolls-VM i Chile 1962, där Tjeckoslovakien kom tvåa, spelade han i finalmatchen mot Brasilien. Tichy spelade även i fotbolls-EM i Frankrike 1960, där Tjeckoslovakien slutade trea.
På klubbnivå spelade Tichy för CH Bratislava och Sparta Prag.